# Anthony B. Atkinson
Pour les articles homonymes, voir Atkinson.
Anthony Barnes Atkinson, né le 4 septembre 1944 à Caerleon (pays de Galles) et mort le 1er janvier 2017 à Oxford, est un économiste britannique, spécialiste de l'étude des inégalités et de l'économie publique.

## Biographie
Anthony B. Atkinson est connu pour avoir développé l'indice d'Atkinson. Avec Simon Kuznets, il est l'un des pionniers de l'étude empirique des inégalités de revenu et de fortune. Ses travaux ont notamment influencé Thomas Piketty.

## Publications
- 1970 : « On the measurement of inequality », Journal of Economic Theory
- 1978 : Distribution of Personal Wealth in Britain, Cambridge University Press, écrit avec Allan Harrison
- 1987 : « On the measurement of poverty », Econometrica
- 1997 : Public Economics in Action: The Basic Income/Flat Tax Proposal, Clarendon Press
- 1999 : The Economic Consequences of Rolling Back the Welfare State, The MIT Press
- 2000 : Handbook of Income Distribution, Elsevier, écrit avec François Bourguignon
- 2010 : Top Incomes: A Global Perspective, Oxford University Press, écrit avec Thomas Piketty
- 2015 : Lectures on Public Economics, Princeton University Press, écrit avec Joseph Stiglitz
- 2015 : Inequality: What Can Be Done?, Harvard University Press

## Distinctions
- 1988 : docteur honoris causa de l'université de Lausanne
- 2017 : lauréat du prix EN3S pour son livre "Inégalités"

## Décorations
- 2001 :  Chevalier de la Légion d'honneur